# Bataille de Chlumec
La bataille de Chlumec est le point culminant de la guerre de succession qui au XIIe siècle déchire le duché de Bohême. Elle intervient le 18 février 1126 dans les environs de Chlumec (allemand : Kulm) près de Chabařovice dans les contreforts sud des monts Métallifères. Les forces bohémiennes sont conduites par le duc Sobeslav Ier qui défait un contingent de troupe du Saint-Empire germanique conduit par l'empereur Lothaire de Supplinbourg et son allié le duc Othon II de Moravie.

## Contexte

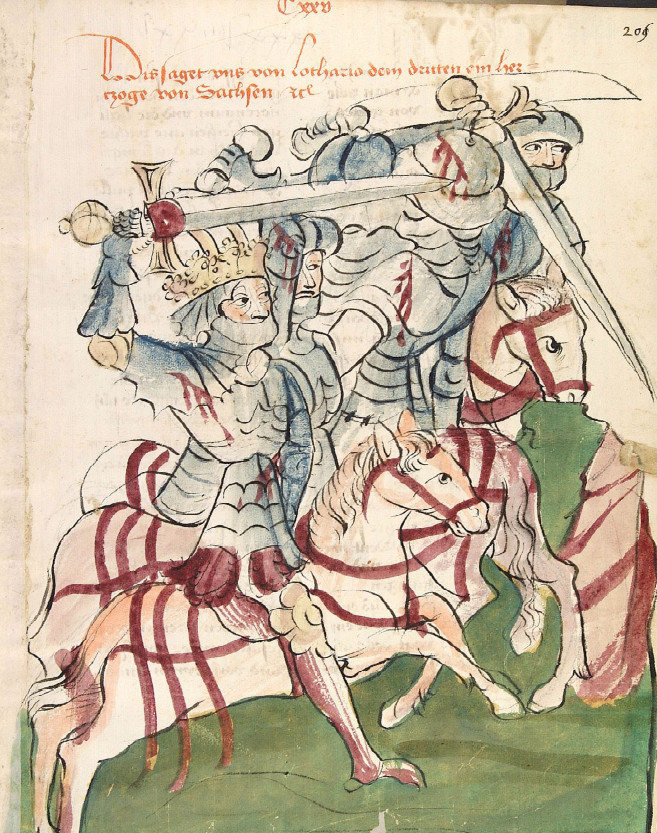
L'empereur Lothaire III dans la bataille de Kulm (Chlumec), 1126, l'empereur et ses chevaliers combattent l'épée levée et à cheval au corps à corps contre les Bohémiens, également à cheval.

Depuis que Bretislav Ier a mis en place en Bohême, pour la succession de ses États le principe du seniorat en ligne masculine au XIe siècle, plusieurs lignées issues de la dynastie des Přemyslides rivalisent pour s'imposer au pouvoir. Les prétendants réclament le trône de Prague et cherchent à s'en faire formellement investir par l’empereur du Saint-Empire germanique, l'accession au pouvoir implique également d'être soutenu par la noblesse de Bohême.
Le duc Přemyslide Vladislav Ier, qui règne depuis 1109, a dû pour s'imposer faire aux prétentions de son frère Bořivoj II qui avait obtenu son inféodation par l'empereur Henri IV en 1101. Lorsque Vladislas meurt en 1125 sa succession est contestée entre son frère survivant Sobeslav Ier et son cousin Othon II de Moravie, duc d'Olomouc et de Brno. Othon qui se prévaut du principe du seniorat en ligne agnatique obtient le soutien de la veuve de Vladislav, Richenza de Berg et de Lothaire de Supplinbourg 

## La bataille
En novembre 1125 Lothaire rencontre les nobles de Bavière à Ratisbonne. Ils décident d'organiser une  campagne en Bohême en faveur d'Othon II le  Noir qui selon le chroniqueur Othon de Freising, leur a offert une somme considérable d'argent. Les nobles de Bohême reçoivent l'ultimatum de chasser Soběslav ou de devoir faire face à une expédition punitive.
Le duc Soběslav Ier, représenté par des émissaires à Ratisbonne, se prépare à la guerre. Il rallie l'aristocratie  Bohémienne à sa cause en appuyant fortement sa légitimité sur les figures de saint Adalbert de Prague et du duc Venceslav. Pendant l'hiver 1125–26 il met en œuvre des travaux défensifs le long du Kulmer Steig (en), le chemin probable qui sera empruntée par les troupes de Lothaire. Au moment du dégel, le 18 février, Lothiare traverse la frontière avec la Bohême près du défilé de Nakléřov avec son armée et rencontre les troupes de Soběslav près de  Chlumec ou dans les environs du  « Lotarův vrch »  le (Mont de Lothaire) près Jílové. La localisation exacte du lieu de la bataille est inconnue.
L'avant-garde d'environ 200 chevaliers lourdement armés commandés par Othon le Noir est immédiatement attaquée par les forces bohémiennes dans une vallée voisine, pondant que le corps d'arme principal avec  Lothaire à sa tête se trouve pris au piège sans possibilité de battre en retraite  dans le passage montagneux. La bataille se termine par une sévère défaite des troupes impériales. Othon est tué pendant le combat, et Lothaire lui-même est capturé avec plusieurs de ses hommes liges dont le Margrave Albert l'Ours et le Landgrave Louis Ier de Thuringe. Soběslav remporte une victoire décisive et ne relâche ses captifs qu'à la condition de son investiture.

## Conséquences
L'inféodation de Soběslav par Lothaire met fin à l'état de guerre et la paix est négociée par Henri de Groitzsch. Bien que le vainqueur rende formellement l'hommage féodal au vaincu, la position du duc se trouve fortement renforcée et lui permet de faire face à toutes les menaces contre sa souveraineté en Bohême jusqu'à sa mort en 1140. Afin de commémorer sa victoire, il fait édifier rotonde sur le sommet du Říp et la fait consacrer par l'évêque d'Olomouc Jindřich Zdík, elle constitue l'un des plus anciens monuments nationaux  Tchèque.

## Articles liés
- Soběslav Ier de Bohême
- Lothaire de Supplinbourg
- Othon II de Moravie.